# Base aérienne Generalísimo Francisco de Miranda
La base aérienne Generalísimo Francisco de Miranda, (en espagnol : Base Aérea Generalísimo Francisco de Miranda ; abrégé BAGEM ; AITA : N/A ; OACI ; SVFM), couramment appelée base aérienne de La Carlota (Base Aérea de La Carlota), est une base aérienne et un espace public polyvalent situé dans l'est de l'aire métropolitaine de Caracas, dans l'État de Miranda, au Venezuela. Elle est nommée d'après le militaire et homme politique vénézuélien Francisco de Miranda, mais la population surnomme la base « La Carlota ».

## Historique
À l'origine une hacienda baptisée « La Carlota », elle est convertie en aéroport civil et militaire en avril 1946.
En 2002, la base est déclarée « zone de sécurité militaire ». En 2007, l'Institut du patrimoine culturel la désigne comme bien d'intérêt culturel.

## Description
La base s'étend sur un terrain de 103 hectares muni de pistes et d'installations militaires. Elle est bordée au nord par le Parque del Este et l'autoroute Francisco Fajardo (es), qui traverse Caracas d'est en ouest. Elle se trouve à proximité de La Casona (es), une des résidences officielles du président du Venezuela. À l'ouest de la base se trouve l'échangeur El Ciempiés (es), tandis que l'échangeur Los Ruices se trouve à l'est. Les secteurs de Caurimare, Lomas de las Mercedes et l'avenue Río de Janeiro sont situés au sud de la base.

## Liste des concerts
| Pays                                 | Artiste                           | Année |
| ------------------------------------ | --------------------------------- | ----- |
| Drapeau de l'Argentine               | Los Pericos (en)                  | 1995  |
| Drapeau des États-Unis               | 20 Fingers                        | 1995  |
| Drapeau de l'Espagne                 | Héroes del Silencio               | 1996  |
| Drapeau de l'Argentine               | Illya Kuryaki and the Valderramas | 1997  |
| Drapeau de l'Angleterre              | Pato Banton (en)                  | 1997  |
| Drapeau des États-Unis               | KC and the Sunshine Band          | 1997  |
| Drapeau de la République dominicaine | Ilegales                          | 1997  |
| Drapeau de l'Allemagne               | No Mercy (en)                     | 1998  |
| Drapeau de l'Espagne                 | Hombres G                         | 1998  |
| Drapeau des États-Unis               | Willie Colón                      | 1998  |
| Drapeau du Panama                    | Rubén Blades                      | 1998  |
| Drapeau de l'Espagne                 | Os Paralamas do Sucesso           | 1998  |
| Drapeau de l'Argentine               | Los Pericos (en)                  | 1998  |
| Drapeau de l'Argentine               | Los Fabulosos Cadillacs           | 1998  |
| Drapeau de l'Argentine               | Illya Kuryaki and the Valderramas | 1998  |
| Drapeau des États-Unis               | Elvis Crespo                      | 2005  |
| Drapeau du Mexique                   | Elefante                          | 2005  |
| Drapeau du Mexique                   | Molotov (groupe)                  | 2005  |
| Drapeau de la Colombie               | Shakira                           | 2006  |
| Drapeau de Porto Rico                | Calle 13                          | 2007  |
| Drapeau de Porto Rico                | Tego Calderón                     | 2007  |
| Drapeau du Royaume-Uni               | UB40                              | 2007  |
| Drapeau de Cuba                      | Los Van Van                       | 2007  |
| Drapeau de Porto Rico                | Ismael Miranda                    | 2007  |
| Drapeau de l'Espagne                 | Álex Ubago                        | 2009  |
| Drapeau de Porto Rico                | Olga Tañón                        | 2009  |
| Drapeau de Porto Rico                | Tito El Bambino                   | 2009  |
| Drapeau de Porto Rico                | R.K.M. & Ken-Y                    | 2009  |
| Drapeau de Cuba                      | Orishas                           | 2009  |
| Drapeau de Cuba                      | Buena Fe (en)                     | 2009  |
| Drapeau de l'Angleterre              | Julian Marley                     | 2011  |
| Drapeau de la Colombie               | Aterciopelados                    | 2011  |
| Drapeau des États-Unis               | Lady Gaga                         | 2012  |
| Drapeau de Porto Rico                | Cultura Profética (en)            | 2013  |
| Drapeau du Guatemala                 | Ricardo Arjona                    | 2013  |